# رود كانيون
جوزيف رودني «رود» كانيون (ولد في 19 يناير 1945 - ) هو عالم حاسوب  أمريكي ورجل أعمال، معروف بكونه المؤسس المشارك لشركة كومباك  للحاسوب حيث عمل كأول رئيس ومدير تنفيذي لها.